# 伊戈尔·科雷哈耶夫
伊戈尔·維克多羅維奇·科雷哈耶夫（羅馬化：Ihor Viktorovych Kolykhaiev；1971年5月8日—）乌克兰政治人物，自2020年乌克兰地方选举以来担任赫尔松市长。科雷哈耶夫曾在2019年乌克兰议会选举中被选为乌克兰人民代表。
2022年俄羅斯入侵烏克蘭之後，俄軍占领了赫尔松。6月28日，他在被俄罗斯特工绑架，至今下落不明。

## 个人生活
伊戈尔·科雷哈耶夫1971年5月8日出生于赫尔松。他的母亲是一名普通售货员，他的父亲则在企业中担任车工。从学校毕业后，他进入了位于圣彼得堡的波波夫海军无线电电子学院。毕业后，科雷哈耶夫回到家乡，于1995年开始创业。并育有两个孩子。
2016年，科雷哈耶夫创立了旨在为运动员和赫尔松市民提供慈善帮助的伊戈尔·科雷哈耶夫慈善基金。 
2006年，尤里·博卡洛成立了五人制足球俱乐部MFC 赫尔松Prodexim，以科雷哈耶夫创办的企业“Prodexim”命名。

## 政治生涯
2015年10月，在2015年乌克兰地方选举中，科雷哈耶夫作为乌克兰政党欧洲团结的党员以25.2%的得票率当选为赫尔松州议会议员，并于2015年12月宣誓就职。2019年7月21日，科雷哈耶夫在2019年乌克兰议会选举中被选为第九届乌克兰最高拉达乌克兰人民代表。在第九届乌克兰最高拉达上，科雷哈耶夫作为议会党团“为了未来”的成员，担任乌克兰最高拉达农业事务和土壤政策副委员会主席。

科雷哈耶夫的政党“我们必须生活这里”的标志

2020年乌克兰地方选举中，科雷哈耶夫被选为赫尔松市长。他创办的名为“我们必须生活在这里”的政党在该选举中赢得了赫尔松市议会全部54个席位中的13个席位。
2021年3月30日，科雷哈耶夫从最高拉达辞职，专注于担任赫尔松市长一职。
2022年3月2日，俄罗斯攻陷赫尔松。科雷哈耶夫称，10名俄罗斯军官进入了该市的行政部门。他们就俄罗斯占领下这座城市必须遵守的规则达成了协议。科雷哈耶夫在会议期间向俄罗斯官员提出了自己的要求，其中包括行政大楼仍然悬挂乌克兰国旗、坦克不允许进入城市以及进行人道主义援助等。后科雷哈耶夫来告诉《纽约时报》 称，俄罗斯军官已经通知他俄罗斯计划建立军事管理机构。俄罗斯当局于2022年4月27日扶植了一个傀儡政府，以亚历山大·科别茨取代他担任市长职务。6月28日，科雷哈耶夫被俄罗斯特工绑架。俄罗斯方面将其列入囚犯，截至目前没有任何关于他所在监狱或身体状态的信息。

## 获得奖项
乌克兰足协功勋奖章。